# Ист-Хэм (станция метро)
«Ист-Хэм» (англ. East Ham) — станция Лондонского метрополитена в округе Ньюхэм в восточном Лондоне. На станции останавливаются поезда линий «Хаммерсмит-энд-Сити» и «Дистрикт». Станция одновременно относится к третьей и четвёртой тарифным зонам.
Станция была открыта в 1858 году в составе железной дороги Лондон — Тилбери — Саутэнд-он-Си. Поезда линии Дистрикт начали обслуживать станцию с 1902 года; в 1905 году линия Дистрикт была электрифицирована, а участок «Апминстер» — «Ист-Хэм» — нет и потому перестал обслуживаться поездами линии Дистрикт. Станция «Ист-Хэм» стала конечной для поездов данной линии и пассажирам приходилось пересаживаться на поезда на паровой тяге.
Подобная практика сохранялась вплоть до 1908 года, когда был электрифицирован участок Ист-Хэм — «Баркинг». Линия Метрополитэн (из состава которой впоследствии и выделится линия Хаммерсмит-энд-Сити) дотянулась до станции «Ист-Хэм» в 1936, после присоединения к линии участка «Уайтчепел» — «Баркинг».
Станция состоит из двух платформ — по одной на каждое направление. Третью — тупиковую — платформу, расположенную на северной стороне станции закрыли в 1958 году. Она (через соединительную линию) использовалась для обслуживания поездов, следовавших по линии «Госпел Оак» — «Баркинг».
Пригородные поезда, следующие в направлении Тилбери, перестали останавливаться на станции в 1962 году, до этого момента для обслуживания пригородных поездов использовались платформы, расположенные с южной стороны станции метро.
Начиная с 2005 года на станции проводятся реставрационные работы с целью сохранить исторический облик здания станции, построенного во времена английской королевы Виктории.